# Altetopfstraße 19 (Quedlinburg)

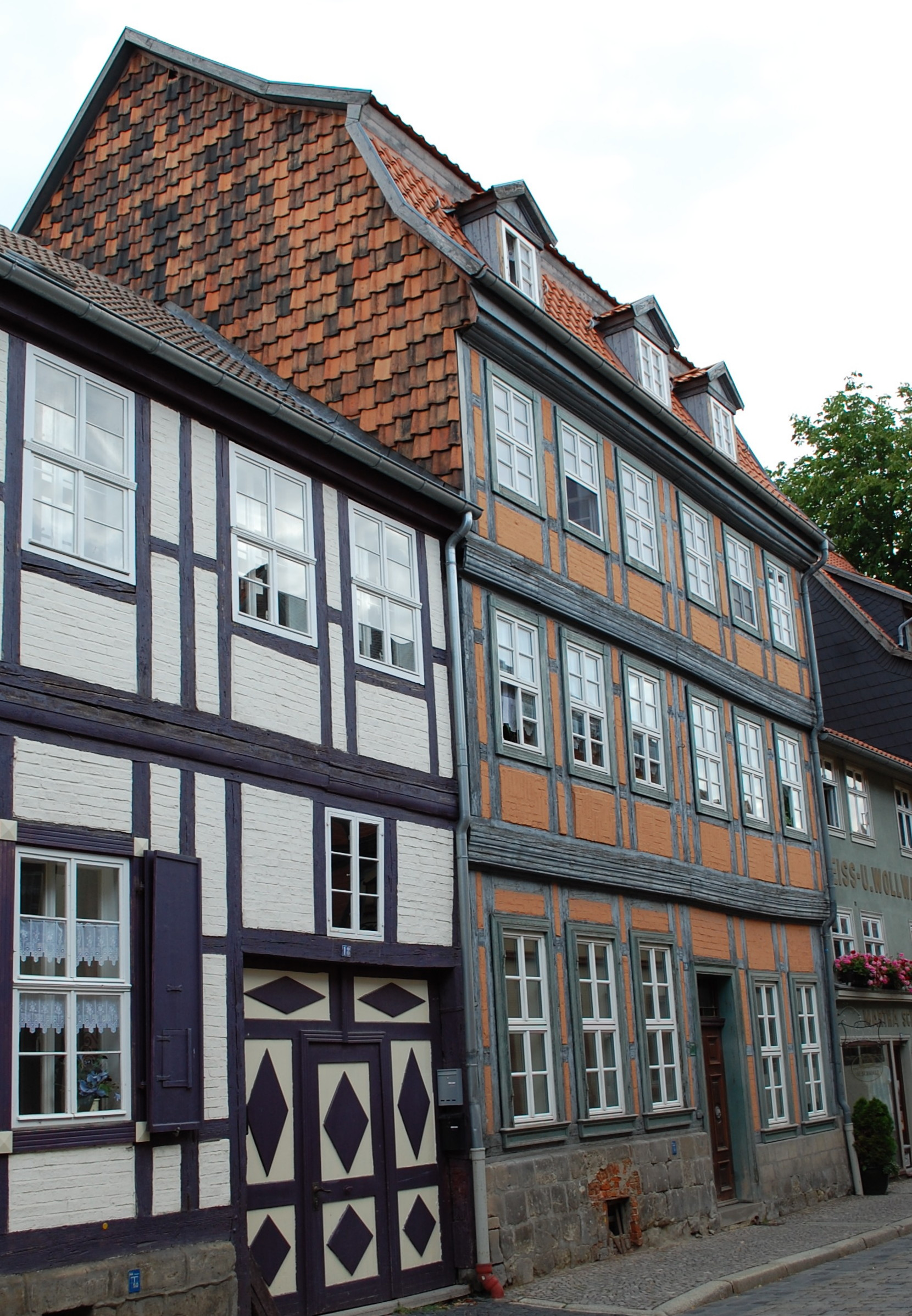
Haus Altetopfstraße 19

Das Haus Altetopfstraße 19 ist ein denkmalgeschütztes Gebäude in der Stadt Quedlinburg in Sachsen-Anhalt.

## Lage
Das Gebäude befindet sich südlich der historischen Quedlinburger Altstadt. Westlich grenzt das gleichfalls denkmalgeschützte Haus Altetopfstraße 18 an. Es ist im Quedlinburger Denkmalverzeichnis als Bürgerhof eingetragen und gehört zum UNESCO-Weltkulturerbe.

## Architektur und Geschichte
Das dreigeschossige Fachwerkhaus entstand in der Zeit um 1760 im Fachwerkstil des Spätbarock. Bedeckt ist das Gebäude mit einem Mansarddach. Die Gliederung der sechsachsigen Fassade ist symmetrisch.
Die große Hofanlage verfügt über langgestreckte, aus dem 18. und 19. Jahrhundert stammende Wirtschaftsbauten, die ebenfalls in Fachwerkbauweise errichtet wurden. Auf der Nordseite des Hofs, zur Wallstraße hin, befindet sich eine repräsentativ gestaltete Toranlage, deren aus Sandstein gefertigten Pfosten im neogotischen Stil verziert sind.